# Destrehan
Destrehan is een plaats (census-designated place) in de Amerikaanse staat Louisiana, en valt bestuurlijk gezien onder St. Charles Parish.

## Demografie
Bij de volkstelling in 2000 werd het aantal inwoners vastgesteld op 11.260.

## Geografie
Volgens het United States Census Bureau beslaat de plaats een oppervlakte van
20,4 km², waarvan 17,9 km² land en 2,5 km² water.

## Plaatsen in de nabije omgeving
De onderstaande figuur toont nabijgelegen plaatsen in een straal van 8 km rond Destrehan.

## Geboren
- Shelley Hennig (1987), actrice